# Na Cadência do Samba
Na Cadência do Samba é um samba-canção composto por Ataulfo Alves e Paulo Gesta em 1962, que tornou-se um grande sucesso.
Convidado por Humberto Teixeira, em 1961, Ataulfo Alves participou junto com As Pastoras de uma caravana de divulgação da musica popular brasileira na Europa. Lá, Ataulfo apresentou "Na cadência do samba" junto de "Mulata assanhada". Gravou-a no ano seguinte, em 1962.
A canção é uma das melhores da última fase de Ataulfo Alves, e impressiona pelo curioso estribilho: 

“Sei que vou morrer, não sei o dia;

levarei saudades da Maria.

Sei que vou morrer, não sei a hora;

levarei saudades da Aurora.

Eu quero morrer numa batucada de bamba,

na cadência bonita do samba.”

## Regravações por outros artistas
- Além da versão de Ataulfo, “Na Cadência do Samba” fez sucesso cantado por Elizeth Cardoso.
- Na década de 1970 a música ganhou uma nova roupagem, ao ser regravada pelo grupo Novos Baianos.[3]
- A música foi ouvida nas rádios em 2000, como faixa do disco "Com você...meu mundo ficaria completo", de Cássia Eller.[4]